# Reflejo plantar

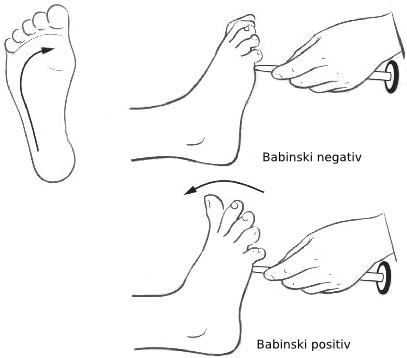
Prueba del reflejo de Babinski

El reflejo de Babinski (o reflejo de Koch) es uno de los reflejos temporales de los recién nacidos que es realizado por un pediatra para saber o conocer si tiene algún problema en el sistema nervioso.El neonato estira y gira los pies hacia dentro cuando se le roza por el borde externo de la planta del pie, desde el talón hacia los dedos(resultado positivo) y si da negativo es como hemos dicho anteriormente tiene alguna patología en el SNC.

## En niños
Este reflejo lo mantiene el bebé hasta los doce meses, pero desaparece a medida que avanza en edad y que el sistema nervioso alcanza mayor desarrollo. Se considera anormal después de los 2 años de edad.

## En adultos
En el adulto suele desaparecer pero si no es el caso su aparición es patológica, y se asocia con un daño de vías piramidales. Se acompaña del signo de Gordon y del de Oppenheimer. Las causas más comunes de esta aparición patológica son la convulsión generalizada tónico-clónica  de la epilepsia (puede haber un reflejo temporal de Babinski por un corto tiempo después de una convulsión), la esclerosis lateral amiotrófica, un tumor cerebral, la esclerosis múltiple, la meningitis, la anemia perniciosa, la paraparesia espástica, una lesión en la cabeza, la rabia, la tuberculosis o un accidente cerebrovascular.